# Torrelara
Torrelara – gmina w Hiszpanii, w prowincji Burgos, w Kastylii i León, o powierzchni 12,51 km². W 2011 roku gmina liczyła 32 mieszkańców.